# Réserve biologique intégrale de la Combe d'Ire
Ne doit pas être confondu avec Réserve biologique dirigée de la Combe d'Ire ou Réserve biologique intégrale de la Combe de l'If.
La réserve biologique intégrale de la Combe d'Ire est une aire protégée de France ayant le statut de réserve biologique intégrale.

## Géographie
La réserve mesure 77,42 hectares de superficie sur les communes de Jarsy en Savoie et de Chevaline en Haute-Savoie. Elle se trouve dans la partie orientale du massif des Bauges, couvrant une partie de la forêt domaniale de la combe d'Ire, dans l'amont de la combe d'Ire, sur le versant oriental du Bonnet de Tirebras — petit sommet de la montagne du Charbon — et du mont Trelod jusqu'aux berges de l'Ire.
Le territoire qu'elle couvre est intimement imbriqué avec celui de la réserve biologique dirigée de la Combe d'Ire.

## Missions
La réserve biologique fait l'objet d'actions de gestion et de préservation. Les études menées par l'Office national des forêts et ses partenaires sont à but scientifique et permettent de recueillir des données précieuses sur les espèces présentes dans la forêt et les habitats associés, la dynamique et le fonctionnement des peuplements forestiers.